# السجين (فلم 2015)
السجين (بالإسبانية: Presos) هو فيلم دراما كوستاريكي صدر عام 2015 من بطولة ليخاندرو أغيلار، وإخراج وإنتاج وتأليف إستيبان راميريز. تم اختيار الفيلم كمدخل لكوستاريكا لجائزة أفضل فيلم بلغة أجنبية في حفل توزيع جوائز الأوسكار الثامن والثمانون، لكن لم يتم ترشيحه.

## قصة الفيلم
فتاة صغيرة تتورط في دراما عائلية عندما تبدأ صداقة سرية مع نزيل في السجن، . سيتعين على جميع الأجزاء المعنية، داخل وخارجها، أن تتعامل مع عواقب هذا النوع من العلاقة وما هو ضروري للحفاظ عليها.

## طاقم التمثيل
- أليخاندرو أغيلار بدور جي جي
- ناتاليا آرياس بدور فيكتوريا
- روكيو كارانزا
- لينار جوميز بدور جيسون
- دانييل مارين بدور إيمانويل
- إدغار رومان بدور سيباس
- فريدي فيكيز بدور تانك

## الإنتاج
تم تصوير الفيلم في سان خوسيه في كوستاريكا، وتم إنتاجه بواسطة أمايا إزكويردو. كان الفيلم الثالث للمخرج راميريز وهو مستوحى من الفيلم الوثائقي «السجناء» (Los Presos)  الذي صدر عام 1973، الذي قام به والد راميريز.

## روابط خارجية
- مقالات تستعمل روابط فنية بلا صلة مع ويكي بيانات